# メダル・オブ・オナー 史上最大の作戦
『メダル・オブ・オナー 史上最大の作戦』（メダル・オブ・オナー しじょうさいだいのさくせん、Medal of Honor: Frontline, 略称：MOHFL ）は、エレクトロニック・アーツから発売された一人称視点シューティングゲーム（FPS）である。メダル・オブ・オナーシリーズの4作目にあたる。

## 概要
シリーズ4作目の作品で、コンシューマ向けタイトルとしては3作目、PlayStation 2向けタイトルとしては1作目にあたる。
2001年3月、EA LA（旧DreamWorks Interactive）は、PS2向けに開発中だった『メダル・オブ・オナー』シリーズの新作タイトルを2つ発表した。その片方が『史上最大の作戦』（Medal of Honor: Frontline）である。発売予定は2002年2月とされたが、後に延期された。
緻密なグラフィックとAIシステムの導入、物語性に富むシナリオなど、充実した内容となっている。しかし、パソコン版でのマウス操作とは違い、PlayStation 2のコントローラーによる操作のため慣れるまで操作がかなり難しいという点や、ゲームプレイ中に不具合も起こるという難点もあった。
本作の音楽はマイケル・ジアッチーノが担当している。
また、北米では2010年10月12日に発売された「メダル・オブ・オナー」のLimited Edition（PS3版）に、PS3独占コンテンツとして本作のHDリメイク版が収録された。しかし、2010年10月21日に発売された日本版には本作のHDリメイク版は同梱されていない。

## ストーリー
第二次世界大戦のヨーロッパ戦線。ジミー・パターソン少尉は航空輸送団に所属し、C-47輸送機を操縦しパラシュート降下兵の輸送を行っていた。しかし激しい対空砲火により乗機が被弾し、乗員4名とともにノルマンディーの草原に不時着する。その後、現地のレジスタンスの助けを受け全員無事に部隊に合流し、パターソンはそのままノルマンディー上陸作戦に参加。そしてマーケット・ガーデン作戦など数々の作戦に参加するが、やがてOSS（戦略情報局）からナチス・ドイツ将校「ルドルフ・フォン・ストゥームガイスト」により密かに開発が進められている新兵器について探るよう命令が下された。

## 登場人物
ジミー・パターソン （Jimmy Patterson）
声優：宮本充
本編の主人公でプレイヤーキャラ。アメリカ陸軍（陸軍航空軍）所属。階級は少尉。連合国軍による史上最大の作戦「ノルマンディー上陸作戦」に参加、その後「マーケット・ガーデン作戦」などに参加していく。あらゆる軍事行動に精通した軍人である。
バーンズ伍長
クリーブバーグ降下作戦でパターソンを援護する第82空挺師団所属の兵士。ノルマンディー上陸作戦で活躍したとムービーで語られる。M1ガーランドを装備している。第3章では4号戦車を破壊する彼を守り抜くことになる。
ジョーンズ二等兵
ノルマンディー上陸作戦で登場する工兵。鉄条網を破壊するために彼を援護する事になる。破壊後は地雷原に単独で突撃して死亡した。
ゲリット
ドイツ軍からオランダを解放しようとするレジスタンスの1人。新型戦闘機の性能仕様書の奪取に成功するが、ドイツ軍によって逮捕され、ドルン領主館に監禁されている。
コンウェイ二等兵
第101空挺師団所属の兵士。セントマシューの戦いで教会から援護するはずだったが、戦死してしまったと思われる。
ジョン・カストロ二等兵
第101空挺師団所属の兵士。ドイツ軍将校の尋問に対して自分の認識番号のみを答え続けていたが、接近したパターソンの眼前で射殺される。
コナー二等兵
クリーブバーグ降下作戦で通訳としてパターソンを援護するはずだった第82空挺師団所属の兵士。風車にパラシュートが引っ掛かって助けを求めた所をドイツ軍に発見されてパターソンらに警告をしたが撃たれて戦死する。
ジェリー・ラングタオー二等兵
第82空挺師団所属の兵士。クリーブバーグ降下作戦で味方とはぐれてしまい、隠れていた所を偶然パターソンらと合流する。合流後は援護をしてくれるようになる。
ターパー大尉
第82空挺師団所属の兵士。パターソンをジープでナイメーヘンの橋まで送った人物。
フォックス
ドイツ軍からオランダを解放しようとするレジスタンスの1人。ドイツ軍によって占領されたクリーブバーグに侵入したパターソンを援護するべく、彼を荷台に乗せたトラックを運転する。最期は橋のバリケードに行く手を阻まれ、パンツァーシュレックを構えた兵士に撃たれて殺されてしまう。
ケルソー軍曹
イギリス第1空挺師団所属。マーケット・ガーデン作戦においてアルンヘム市街において孤立し、ドイツ軍と激闘を繰り広げている。アルンヘム突破の際には彼と彼の部下たちがパターソンを援護してくれる。
ジグス
通称「逃がし屋のジグス」。「アルンヘム騎士団」では彼と合流することが任務である。パターソンをエンメリヒまで案内した。
ルドルフ・フォン・ストゥームガイスト
OSSがマークしている武装親衛隊の将校。当初はヒトラーの命でフランス・ロリアンのUボート基地に着任していた。新型ジェット爆撃機の開発に関わっており、ラストステージではStG44を構えボスキャラクターとして登場する。
ストゥームガイスト護衛隊員
ストゥームガイストと彼の推進する計画を守るために武装親衛隊の中から選抜された兵士たち。「反撃の始まり」のデモにて初登場。この時はKar98kを装備していたが、彼らと対峙するステージではStG44を構えパターソンの行く手を阻む。柄付手榴弾を投げる者もいる。

## ミッション

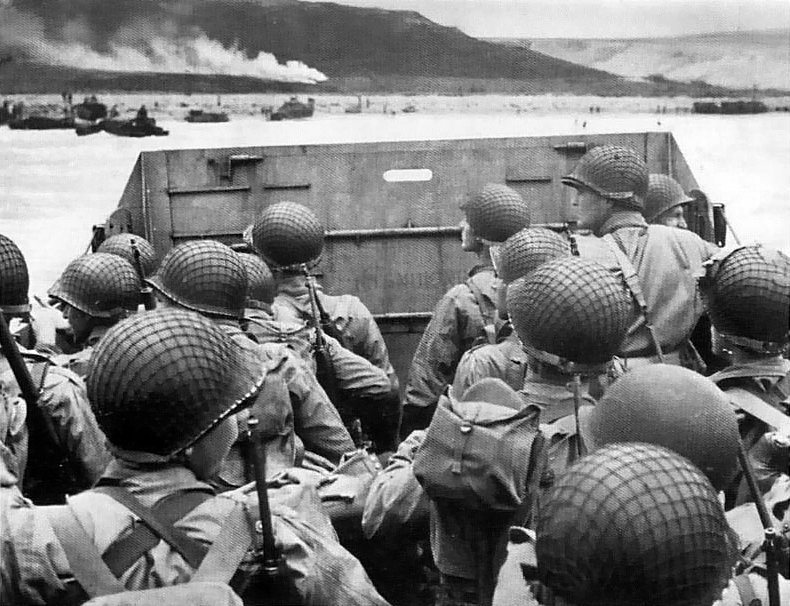
ノルマンディー上陸作戦

### 第一章 『ノルマンディー上陸作戦』
1 “栄光に向かって”（Your Finest Hour）
ジミー・パターソン少尉らは上陸用艦艇、ヒギンズボートの中にいた。
戦艦からの艦砲射撃による援護を受け、上陸部隊はオマハ・ビーチに迫っている。そして上陸直後、ボートは砲撃で吹き飛ばされてしまい、パターソンの部隊は四散する。
2 “突破口”（Into the Breach）
バンカー内部に侵入し、内部からバンカーを無力化する。

### 第二章 『灰色狼の港』
ちなみにこの章のブリーフィングではパターソンがUボートを破壊したことについてのことが触れられるが、これはPlayStationで発売された第1作目（国内では未発売）と通じている。
1 “セントマシューを越えて”
（フランス・セントマシュー）パターソンは、仲間のアメリカ軍兵士達と市街地戦に参加しながら、レジスタンスからの手紙、補給物資表を入手し、セントマシュー港に行き、木箱に入りU4902に侵入する。
2 “奇妙な荷物”
U4902はセントマシューで補給し、ロリアンへと帰港した。しかし奇妙な積荷の存在に潜水艦乗り達は気が付かなかった。パターソンはロリアンに報告される前にU4902を制圧しなければならない。
3 “要塞の港”
パターソンは、ドイツ軍に打撃を与えるため、ロリアン港に駐車されている輸送トラックを爆破し、造船所の地図を入手する。
4 “反撃の始まり”
パターソンは、ロリアン港に停泊中のUボートと燃料タンクを破壊する。

### 第三章 『新たなる脅威』
1 “クリーブバーグ降下作戦”（Rough Landing）
（オランダ・クリーブバーグ）バーンズ伍長と戦車を破壊しながらドイツ占領下のオランダを解放する。
2 “黄金の獅子”（Gorden Lion）
（オランダ・クリーブバーグ）レジスタンスのフォックスに助けてもらいながら、ドイツ軍兵士がいる酒場に潜入し別の工作員と接触する。
3 “レプンツェル作戦”
オランダのドルン領主館に、ポーターに扮して潜入するパターソン。囚われたレジスタンスのゲリットを救出し、彼が奪ったドイツ空軍の新型戦闘機の企画書を入手する。

### 第四章 『遠すぎた橋』
1 “ナイメーヘンの橋”
ドイツ軍が、ナイメーヘンの橋に爆弾を仕掛けた。爆弾を解除するために、パターソンは単独で橋に向かう。
2 “封鎖線突破”
（オランダ・アルンヘム）イギリス軍が補給物資を必要としているが、輸送ルートにドイツ軍がバリケードを設置しているため、パターソンはバリケードを破壊して味方トラックを安全に通行させなければならない。
3 “アルンヘム騎士団”（Arnhem Knights）
マーケット・ガーデン作戦の最中、パターソンはオランダのアルンヘムにいた。連合軍はナイメーヘンの橋を確保すべく空挺部隊を投入していたが、ここアルンヘムにはドイツ軍の精鋭部隊『アルンヘム騎士団』が待ち構えていた。パターソンはイギリス空挺部隊の隊員たちと協力し、戦車やパンツァーシュレックなどを保有するアルンヘム騎士団を退け、町の突破を試みる。

### 第五章 『雷鳴と共に』
1 “滅する街”
（ドイツ・エンメリヒ）パターソンは、ストゥームガイストの装甲列車に乗り込むためにエンメリヒ駅に潜入する。
2 “嵐、過ぎ去るまで”
爆撃を受けるエンメリヒから脱出したストゥームガイストの装甲列車に乗り込んだパターソンは、車内のSS将兵を倒しながらストゥームガイストを目指す。ストゥームガイストの車両までたどり着くと、武装親衛隊の中でもエリートであるストゥームガイスト護衛隊員がパターソンの行く手を阻んだ。
3 “ゴータへの軌道”
（ドイツ・フリドリッヒロスダ）ストゥームガイストを追うパターソンは、操車場に侵入し移動手段を確保すると共に、燃料タンクを爆破しなければならない。

### 第六章 『ホルテンの巣』
1 “翼が折れるとき”
OSSはパターソンに対して、敵基地へ侵入し試作機の設計図を撮影、試作ジェット戦闘機の計画書を入手するように指示する。
2 “廃鉱山”
パターソンは、トロッコに乗込みレーダー基地に向かう。
3 “防空システムを絶て”
基地侵入を果たしたパターソンは、レーダー施設を破壊して基地の座標をOSS司令部に送信し、試作ジェット戦闘機Ho-IXの格納庫を見つける。
4 “主役の座を賭けて”
パターソンの活躍で、ストゥームガイストの実験場の座標は連合軍司令部へ送られた。そしてOSSは彼に指令を出す。極秘裏に新型機ホルテンHoIXを奪取し、ストゥームガイストを抹殺せよ、と。パターソンを阻むSS将兵や空軍兵士、整備兵。そして格納庫で彼を待っていたのは……。

## 小ネタ
「嵐過ぎ去るまで」の列車に搭載されているティーガーIの部隊マークは、ミハエル・ヴィットマンが所属していたSS第501重戦車大隊のものである。

## サウンド・トラック
本作の音楽は、後にアメリカ映画の音楽を担当するマイケル・ジアッチーノによる楽曲だけあり、映画音楽そのものといえるサウンドである。
1. Operation Market Garden （オペレーション・マーケット・ガーデン）
タイトル通りマーケット・ガーデン作戦の意。本作のメインテーマであり、オープング、メインメニューで使用されるほか、メダル・オブ・オナー エアボーンではリニューアルされる。
2. Border Town
3. U-4902
4. Shipyards of Lorient
5. After the Drop （アフター・ザ・ドロップ）
タイトルは “降下のあとで” の意。ボーイズクワイアによる美しい楽曲である。歌詞はオランダ語である。
6. Kleveburg
7. Manor House Rally
8. The Halftrack Chase
9. Nijmegen Bridge
10. The Rowhouses
11. Arnhem （アルンヘム）
『アルンヘム騎士団』における挿入歌である。この楽曲もボーイズクワイアによるもので、エアボーンにも使用された。歌詞はオランダ語である。
12. Emmerich Station
13. Thuringer Wald Express
14. Sturmgeist's Armored Train
15. Approaching the Tarmac
16. Clipping their Wings
17. Escaping Gotha （エスケーピング・ゴータ）
『ゴータからの脱出』の意。途中、ナチス党歌「旗を高く掲げよ」のメロディーの一節が入る。終盤は合唱によるダークな雰囲気を出しているが、フィナーレは比較的明るい仕上がりになっており、音楽で「最後の戦い」と「帰還」を見事に表現している。この楽曲もエアボーンのクライマックスで使用されている。
18. The Songless Nightingale
19. Untitled

## その他
2010年10月に発売されたMedal of Honorの限定版にHDリメイク版が収録された。

## 関連商品

### 単行本
- メダル・オブ・オナー史上最大の作戦 公式攻略ガイド（講談社）ISBN 9784063396652

### ゲームソフト
- EA BEST HITS メダルオブオナー史上最大の作戦（エレクトロニック アーツ） - ファミ通殿堂入りソフトのベスト版。